# August Räuber
August Räuber (* 6. März 1893 in Pleischwitz, Kreis Breslau; † nicht ermittelt) war ein deutscher Landwirt und Politiker (NSDAP).
Räuber besuchte die Volksschule und arbeitete dann in der väterlichen Landwirtschaft. Er nahm am Ersten Weltkrieg teil. Nach Kriegsende betätigte er sich im Grenzschutz Ost. 1925 erwarb er einen kleinen Bauernhof im Kreis Fraustadt in der Provinz Grenzmark Posen-Westpreußen. 
Räuber war Mitglied des Gemeindekirchenrates und Vorstandsmitglied des Kreislandbundes. Er trat zum 1. März 1930 der NSDAP bei (Mitgliedsnummer 202.897) und wurde nach der Machtergreifung im April 1933 vom Provinziallandtag der Grenzmark Posen-Westpreußen als Mitglied in den Preußischen Staatsrat gewählt. Der Staatsrat wurde aber noch im ersten Jahr der NS-Herrschaft 1933 abgeschafft. Ferner war Räuber landwirtschaftlicher Kreisfachberater der NSDAP.